# Winston Griffiths
Winston Griffiths (Clarendon, 12 settembre 1978 – May Pen, 23 ottobre 2011) è stato un calciatore giamaicano, di ruolo centrocampista.

## Carriera

### Club
Ha giocato nel campionato giamaicano, statunitense e canadese.

### Nazionale
Con la maglia della Nazionale ha collezionato 28 presenze e preso parte a due edizioni della Gold Cup.